# Route 153 (Québec)
Pour les articles homonymes, voir Route 153.
La route 153 (R-153) est une route nationale québécoise d'orientation nord / sud située sur la rive nord du fleuve Saint-Laurent. Elle dessert la région administrative de la Mauricie.

## Tracé
La route 153 relie Yamachiche à Lac-aux-Sables en passant par Shawinigan et Saint-Tite. Dans les centres-villes de Shawinigan et Grand-Mère, elle se sépare en deux rues distinctes, une en direction nord et l’autre en direction sud. Elle traverse la rivière Saint-Maurice dans le secteur Grand-Mère de Shawinigan par un pont suspendu, bâti en 1929. Le développement commercial dans les quelques municipalités qu'elle traverse est souvent concentré le long de son parcours, particulièrement à l'extérieur de Shawinigan.
La route peut être empruntée par les automobilistes voyageant entre Montréal et Shawinigan, correspondant à un raccourci d'environ 6 km par rapport à l'utilisation de l'A-55.

## Localités traversées (du sud au nord)
Liste des municipalités traversées par la route 153, regroupées par municipalité régionale de comté.

### Mauricie
Maskinongé
- Yamachiche
- Saint-Barnabé
- Saint-Étienne-des-Grès
- Saint-Boniface

Hors MRC
- Shawinigan

Mékinac
- Hérouxville
- Saint-Tite
- Sainte-Thècle
- Lac-aux-Sables

## Intersections majeures
| MRC                     | Municipalité   | km    | Destinations                                                        | Notes                                                                                               |
| ----------------------- | -------------- | ----- | ------------------------------------------------------------------- | --------------------------------------------------------------------------------------------------- |
| Maskinongé              | Yamachiche     | 0,00  | A-40 – Trois-Rivières, Montréal                                     | Sortie 180 de l'A-40                                                                                |
| Maskinongé              | Yamachiche     | 2,40  | R-138 – Louiseville, Trois-Rivières, Maskinongé                     | Trois-Rivières et Maskinongé indiqués en direction sud seulement                                    |
| Maskinongé              | Saint-Barnabé  | 19,50 | R-351 nord – Charette, Saint-Élie-de-Caxton                         | Saint-Élie-de-Caxton indiqué en direction nord seulement; terminus sud de la R-351                  |
| Maskinongé              | Saint-Boniface | 28,70 | R-350 ouest – Charette, Saint-Élie-de-Caxton                        | Terminus est de la R-350                                                                            |
| Maskinongé              | Saint-Boniface | 37,30 | A-55 – Trois-Rivières, Shawinigan                                   | |
| Shawinigan              | Shawinigan     | 41,90 | R-157 sud (Avenue de la Station)                                    | Terminus nord de la R-157                                                                           |
| Shawinigan              | Shawinigan     | 43,00 | R-351 sud – La Tuque, Saint-Mathieu-du-Parc, Trois-Rivières         | Terminus nord de la R-351                                                                           |
| Shawinigan              | Shawinigan     | 55,50 | R-359 sud – Saint-Narcisse, Saint-Luc-de-Vincennes, Champlain       | Terminus nord de la R-359; Saint-Luc-de-Vincennes et Champlain indiqués en direction sud seulement; |
| Shawinigan              | Shawinigan     | 57,80 | Route des Défricheurs vers R-155 – Trois-Rivières                   | |
| Mékinac                 | Saint-Tite     | 70,10 | R-159 nord – Saint-Roch-de-Mékinac                                  | Terminus sud du multiplex avec la R-159                                                             |
| Mékinac                 | Saint-Tite     | 70,90 | R-159 sud – Saint-Sévérin, Saint-Adelphe                            | Terminus nord du multiplex avec la R-159; Saint-Adelphe indiqué en direction nord seulement;        |
| Mékinac                 | Sainte-Thècle  | 82,30 | R-352 ouest – Saint-Adelphe                                         | Terminus est de la R-352                                                                            |
| Mékinac                 | Lac-aux-Sables | 94,60 | R-363 sud – Notre-Dame-de-Montauban, Saint-Ubalde, Rivière-à-Pierre | Terminus nord de la R-363                                                                           |
| - Terminus de multiplex |                |       |                                                                     | |